# 寧德話
寧德話是閩語閩東片的一個方言，通行於寧德市市區，以寧德市政府駐地蕉城區的蕉城音（城關音）為代表方言。
歷史上，寧德市區一帶屬於福寧府，其傳統的口音近似福安、周寧兩地，也保留完整的韻尾。不過自從二十世紀五十年代起，寧德成為閩東北部的政治、經濟中心，同福州的交往極為頻繁，寧德話開始向侯官小片靠攏，產生了急劇演變。此外，由於推廣普通話的影響，寧德話也受到現代標準漢語（普通話）的較大影響，一些閩東片固有詞彙被現代標準漢語的詞彙取代。傳統上學界將寧德話歸入福寧小片，不過舊時，在《中國語言地圖集》（2002年）則歸入侯官片。但是在2012年出版的《中國語言地圖集》裡，將寧德話正式歸入到福寧小片。
今日寧德話使用者中，老年、中年和青年三個年齡段的口音存在不一致的狀況。二十世紀五十年代的寧德話存在-m、-n、-ŋ三個陽聲韻以及-p、-t、-k三套入聲韻尾，為閩語閩東片中所獨有。在中年使用者中，已無法分清楚三個陽聲韻的區別以及三套入聲韻尾的區別，使用起來十分混亂。而在今日青年使用者中，僅存在-ŋ和-k；-m和-n完全被併入-ŋ，-p和-t完全被併入-k。

## 口音片區
寧德話之下又分為三個片區的口音：
- 城關（蕉城）音
- 虎浿音：其口音受到古田話的一定影響
- 霍童音：與城關音有較明顯的差異

## 音韻體系
2003年钟逢帮在碩士論文調查62歲的周乡齐（蕉城區六都村人，工程師），記錄了15聲母，韻母44個，7個聲調。1980年代撰稿的《宁德市志》記載寧德話共有15個聲母、78個韻母、7個聲調。

### 聲母
寧德話共有15個聲母：
p、pʰ、m、t、tʰ、n、l、ts、tsʰ、s、k、kʰ、ŋ、x、ʔ。

### 韻母
2003年钟逢帮在碩士論文調查62歲的周乡齐（蕉城區六都村人，工程師），有韻母44個，並記載「年輕人只剩-ng, -k；韻尾-m, -n業已混入-ng，韻尾-t, -p混入-k，口語大量出現喉塞音韻尾-ʔ。」1980年代撰稿的《宁德市志》記載有78個韻母。下文記載78個韻母的版本：
單元音（10個）：
a、ɛ、œ、ø、ɔ、o、i、u、y
複元音（18個）：
ai、ei、ɔi、oi、øy、au、ɛu、eu、ou、ia、ie、iu、iɐu、ua、uo、ui、uai、uoi
通用的鼻音韻（15個）：
aŋ、ɛŋ、eŋ、œŋ、øŋ、ɔŋ、oŋ、iŋ、uŋ、yŋ、iaŋ、iɛŋ、uaŋ、uoŋ、yøŋ
通用的入聲韻（26個）：
aʔ、ɛʔ、œʔ、øʔ、ɔʔ、iʔ、iaʔ、iɛʔ、uaʔ、uoʔ、yøʔ、ak、ɛk、ek、œk、øk、ɔk、ok、ik、uk、yk、iak、iɛk、uak、uok、yøk
以下6個鼻音韻正在與-ŋ韻尾的鼻音韻發生歸併，未來有消失的可能：
am、ɛm、em、im、iɛm、ɔn
以下5個入聲韻正在與-k韻尾的入聲韻發生歸併，未來將會消失：
ap、ɛp、ep、ip、iɛp

### 聲調
| 標號 | 1       | 2       | 3       | 4       | 5         | 6     | 7     |
| 調類 | 陰平    | 陽平    | 上聲    | 陰去    | 陽去      | 陰入  | 陽入  |
| 音值 | ˦˦ (44) | ˨˨ (22) | ˦˨ (42) | ˧˥ (35) | ˧˧˨ (332) | ˨ (2) | ˥ (5) |
| 例字 | 章耽    | 存談    | 掌膽    | 壯擔    | 狀淡      | 作答  | 絕踏  |

## 連讀音變
與其他閩語閩東片一樣，寧德話存在連讀音變的現象。寧德話的連讀音變主要分為連讀變調和聲母類化兩種。另外還有合音、減音、合音變韻、增音變韻四種特殊現象。

### 連讀變調
當兩字連讀時，前字的聲調有可能受到後字的影響而發生變調現象，這種現象稱之為連讀變調。與福安話不同的是，寧德話在連讀的時候後字一概不會變調，這一點與福州話很相似。兩字以上的字組合在一起時，也可能發生連讀變調的現象。
寧德話的雙字連讀變調規律為：
- 前字為上聲、陰去或陰入時，與任意聲調連讀的時候，變調為一個新調值55。
- 前字為陰平、陽去或陽入，在與陰平、陽平、陰去、陰入連讀時，變調為陰平。
- 前字為陰平、陽去或陽入、在與上聲、陽去、陽入連讀時，變調為一個新調值21。
- 前字為陽平時，不論與任何聲調連讀，均不發生變調。

根據上述規律，可以總結出下面的寧德話連讀變調規律表（縱行為前字、橫行為後字）：
|           | 陰平, 44 | 陽平, 22 | 上聲, 42 | 陰去, 35 | 陽去, 332 | 陰入, 2 | 陽入, 5 |
| 陰平, 44  | 44       | 44       | 21       | 44       | 21        | 44      | 21      |
| 陽平, 22  | 不變     | 不變     | 不變     | 不變     | 不變      | 不變    | 不變    |
| 上聲, 42  | 55       | 55       | 55       | 55       | 55        | 55      | 55      |
| 陰去, 35  | 55       | 55       | 55       | 55       | 55        | 55      | 55      |
| 陽去, 332 | 44       | 44       | 21       | 44       | 21        | 44      | 21      |
| 陰入, 2   | 55       | 55       | 55       | 55       | 55        | 55      | 55      |
| 陽入, 5   | 44       | 44       | 21       | 44       | 21        | 44      | 21      |

### 聲母類化
聲母類化是閩語閩東片各方言中非常典型的性質之一。當雙字或雙字以上組合成詞時，首字聲母從不變化，而其他字的聲母往往會發生濁化或鼻音化以匹配前一個字的韻尾。
寧德話的聲母類化規律如下表：
| 前字的韻尾       | 後字聲母的變化 |
| 開尾韻、元音韻尾 | - [p]和[pʰ]變化為零聲母或[β]； - [t]、[tʰ]和[s]變化為[l]； - [ts]和[tsʰ]變化為零聲母或[ʒ]； - [k]、[kʰ]和[x]變化為零聲母； - [m]、[n]、[l]、[ŋ]和零聲母不發生變化。 |
| 鼻音韻尾         | - [p]和[pʰ]變化為[m]； - [t]、[tʰ]和[s]變化為[n]； - [ts]和[tsʰ]變化為[ʒ]或[m]； - [k]、[kʰ]、[x]和零聲母變化為[ŋ]或[m]； - [m]、[n]、[l]和[ŋ]不發生變化。          |
| 入聲韻尾         | 一律脫去前字的入聲，再按開尾韻、元音韻尾的規律判斷如何類化。 |
| 入聲韻尾-p       | -p韻尾脫落，後字聲母變化為p。 |

## 詞語
2019年《普通话|宁德话·两用字典》是基本的參考書。

## 腳註
1. 1 2  .   [2015-02-02]. （原始内容存档于2015-02-02）.
2. ↑  《中國語言地圖集》
3. ↑  《中國語言地圖集》（2012年第二版）
4. 1 2 3  钟逢帮.  (学位论文). 广西大学: 3, 6. 2003.
5. ↑  . 1995  [2015-02-02]. （原始内容存档于2015-09-24）.
6. ↑  苏诗瑶. . 闽东日报. 2019-07-01  [2022-07-30]. （原始内容存档于2022-07-30）.